# Catacomben van Kom el Shoqafa
De Catacomben van Kom el Shoqafa zijn catacomben in Alexandrië, de hoofdstad van Egypte in de Grieks-Romeinse tijd. De archeologische vindplaats is een van de belangrijkste voor de wetenschap van de Egyptische geschiedenis. De ontdekking werd gedaan toen een ezel op 28 september 1900 door een gat in de grond zakte.
De necropool stamt uit de tijd waarin de faraonische funeraire gebruiken gecombineerd werden met Hellenistische invloeden vanuit het vroege Romeinse Keizerrijk. De cirkelvormige trap die naar de onderaardse tunnel leidt werd uitgegraven ten tijde van de keizers Antoninus Pius en Marcus Aurelius in de tweede eeuw na Christus. In de dodenstad werden overledenen bijgezet vanaf het einde van de eerste eeuw tot aan het begin van de vierde eeuw.

## Galerij

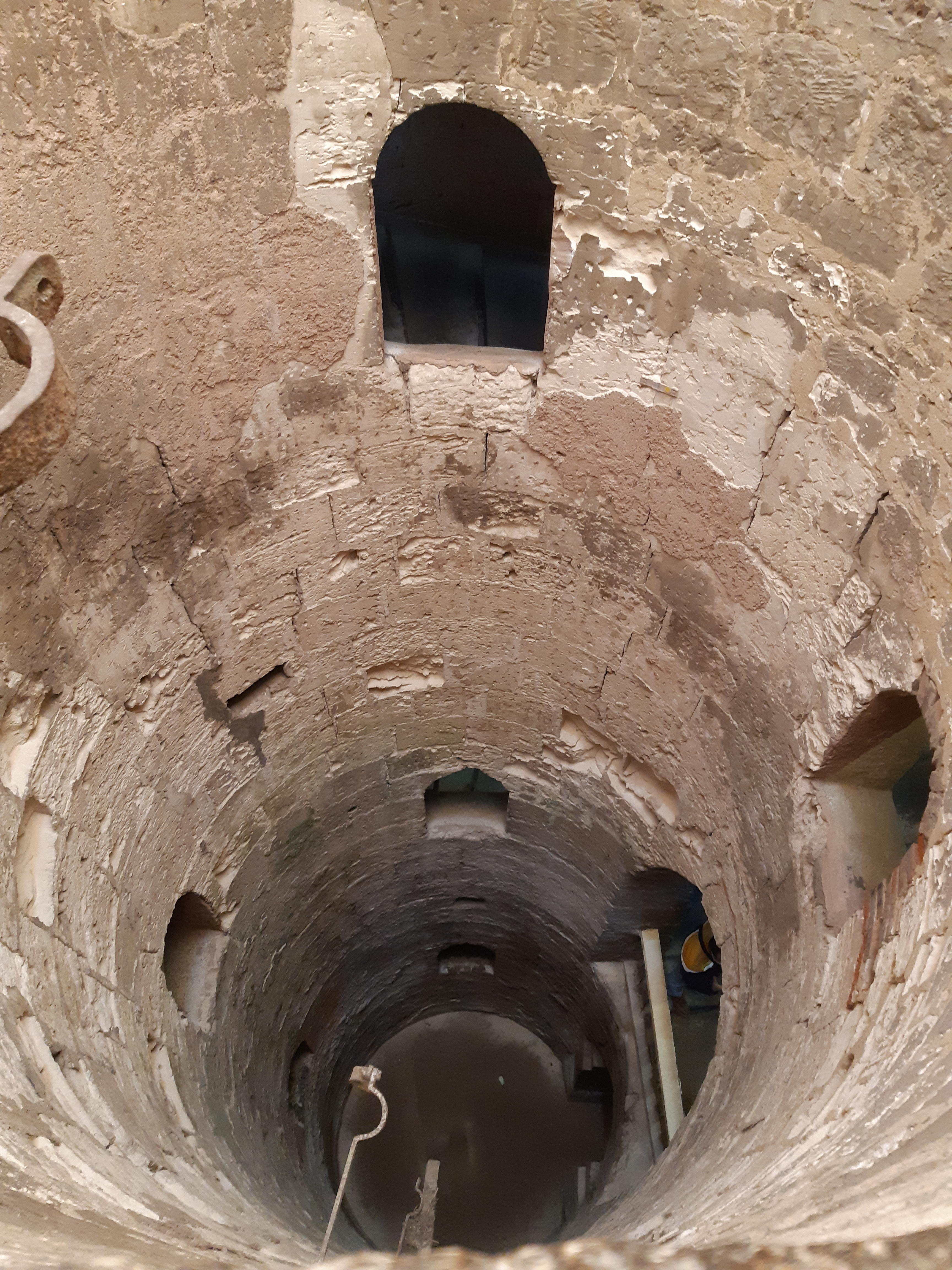
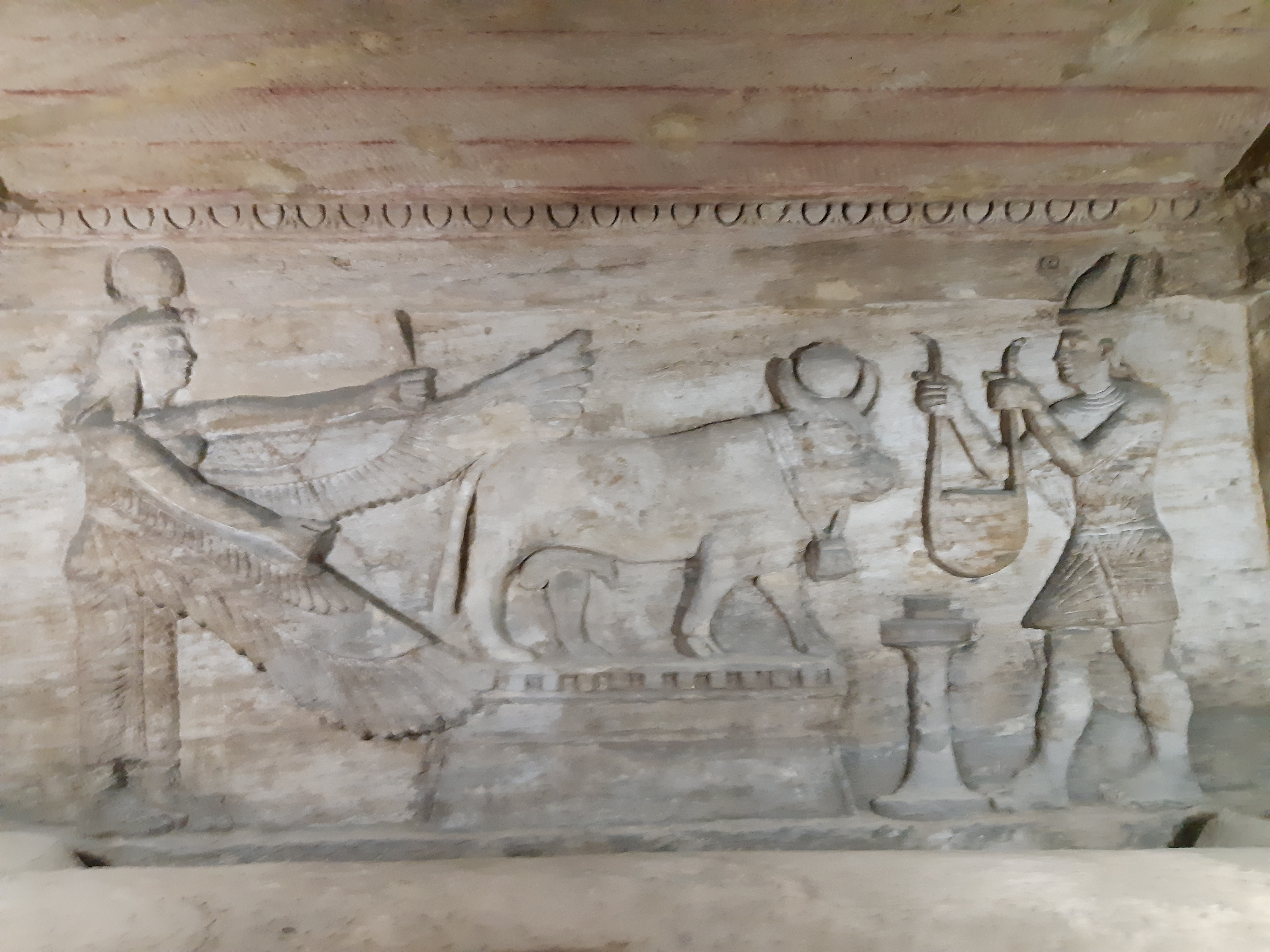
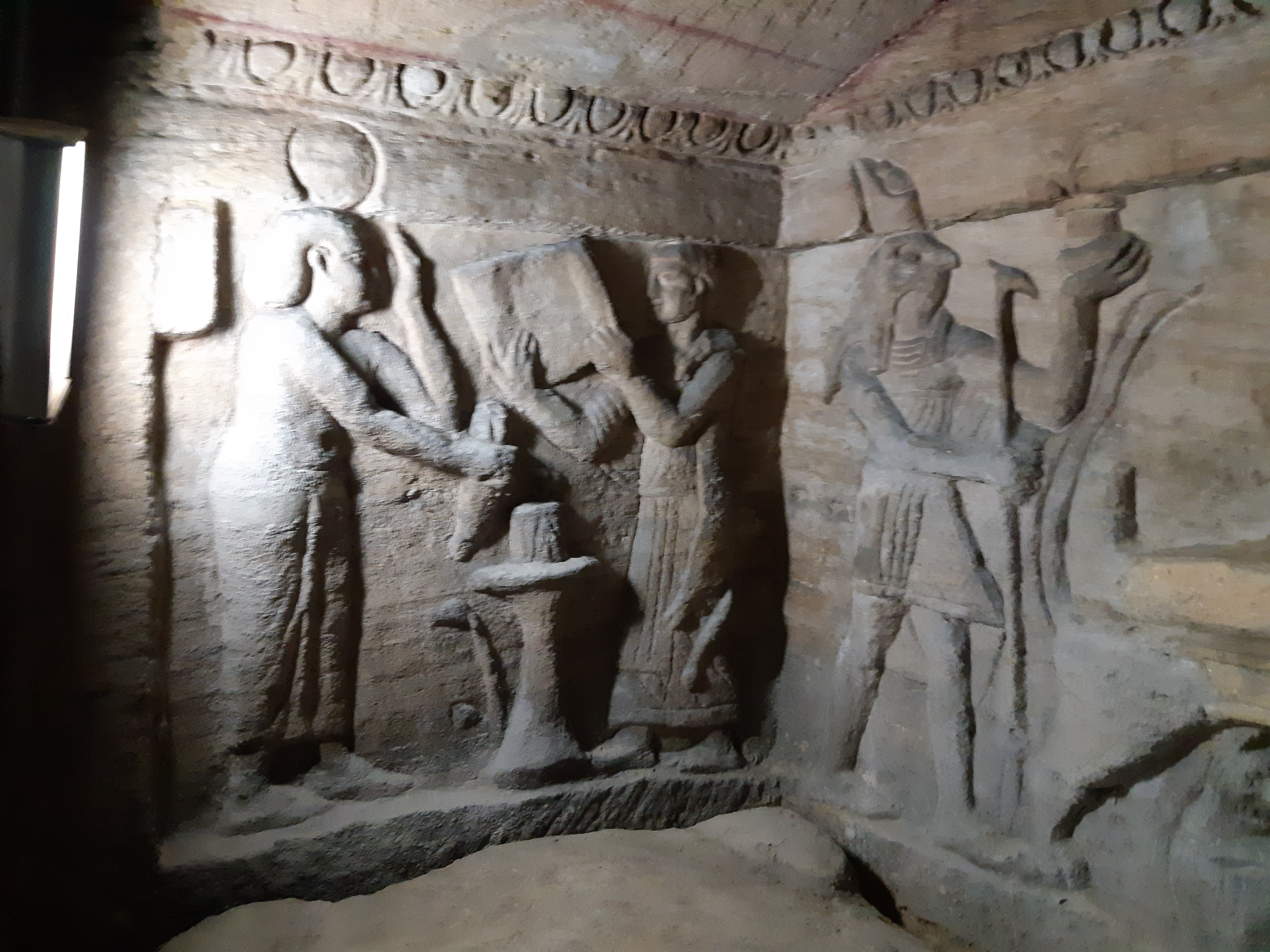
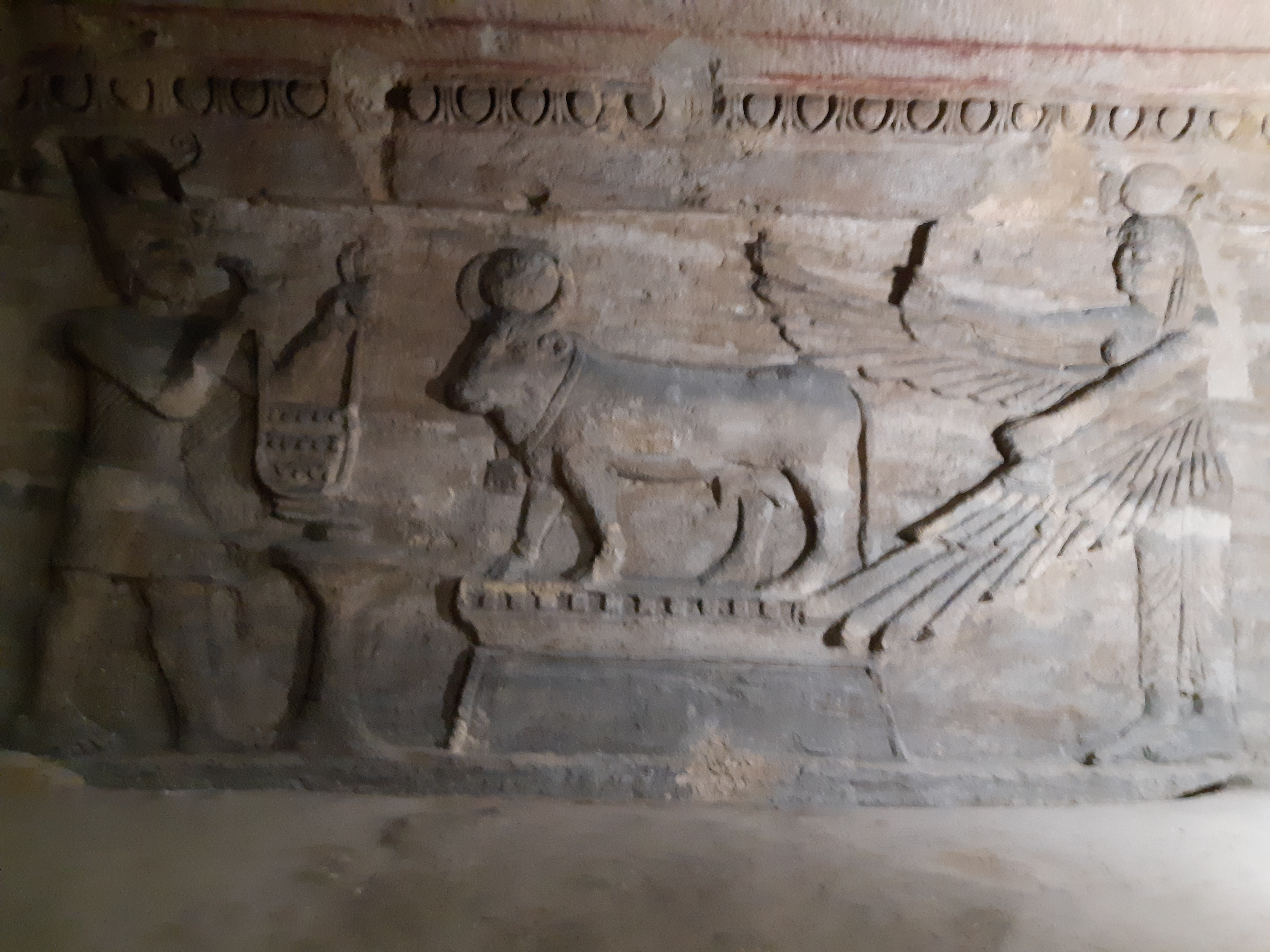
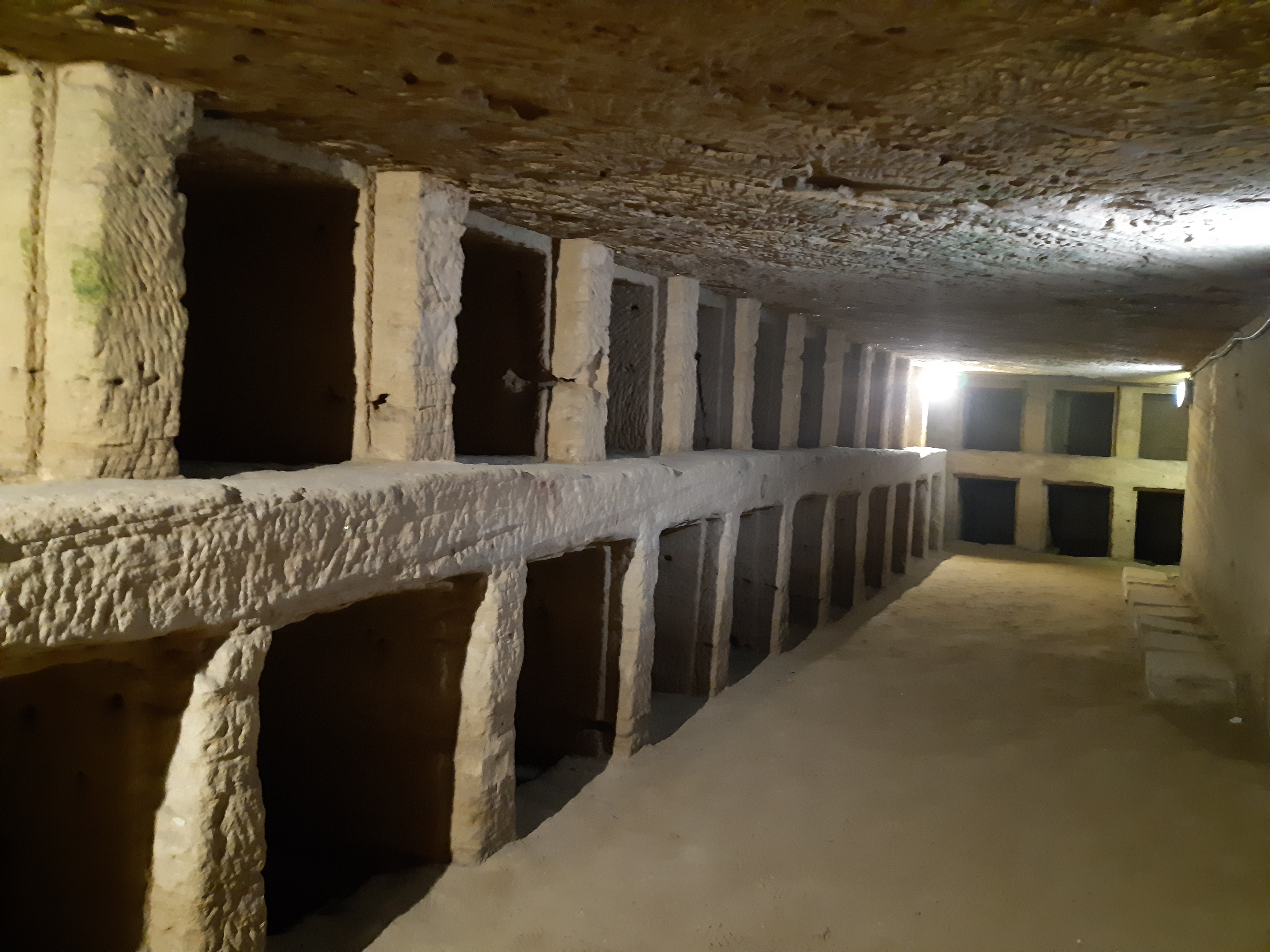
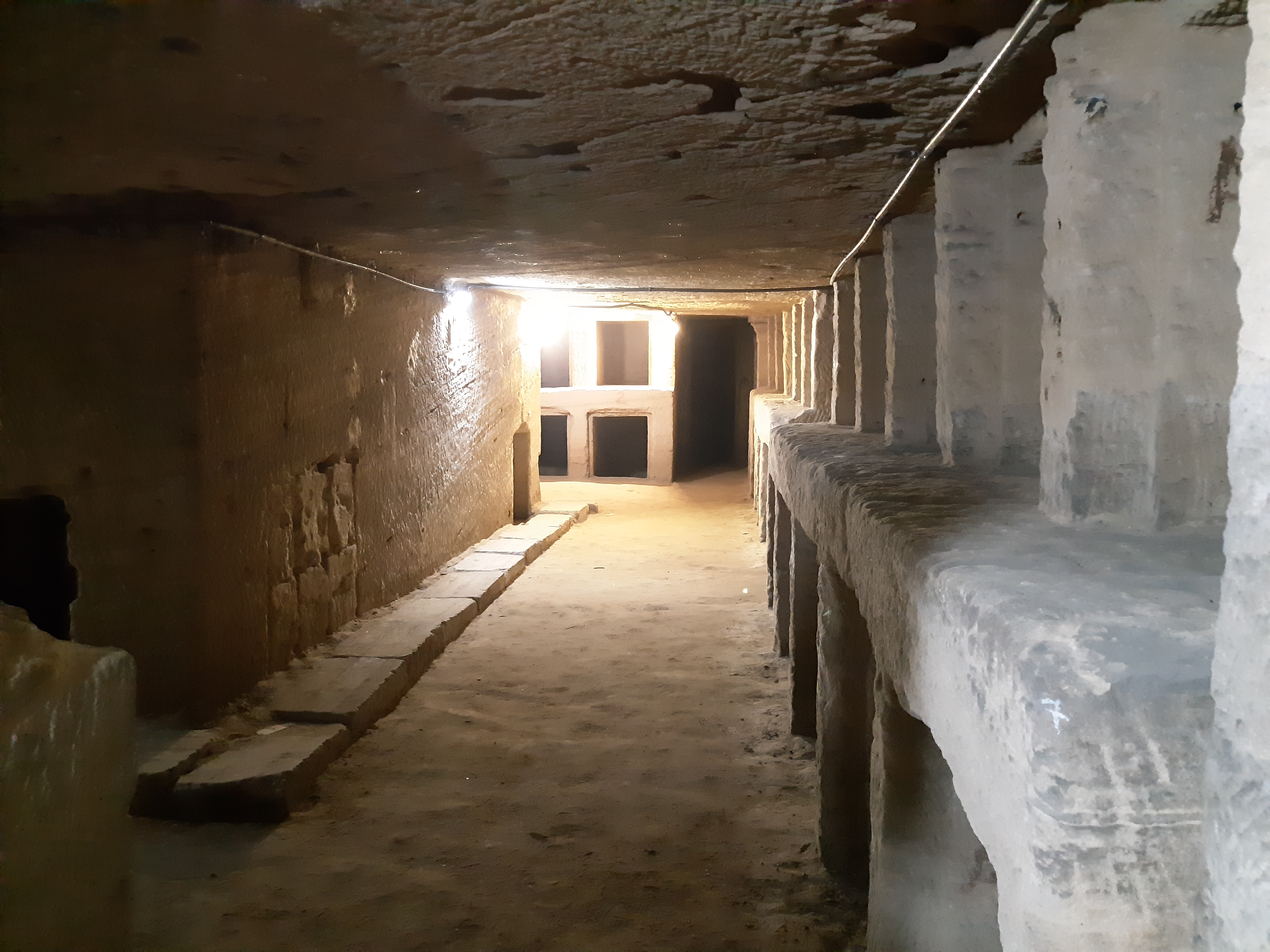
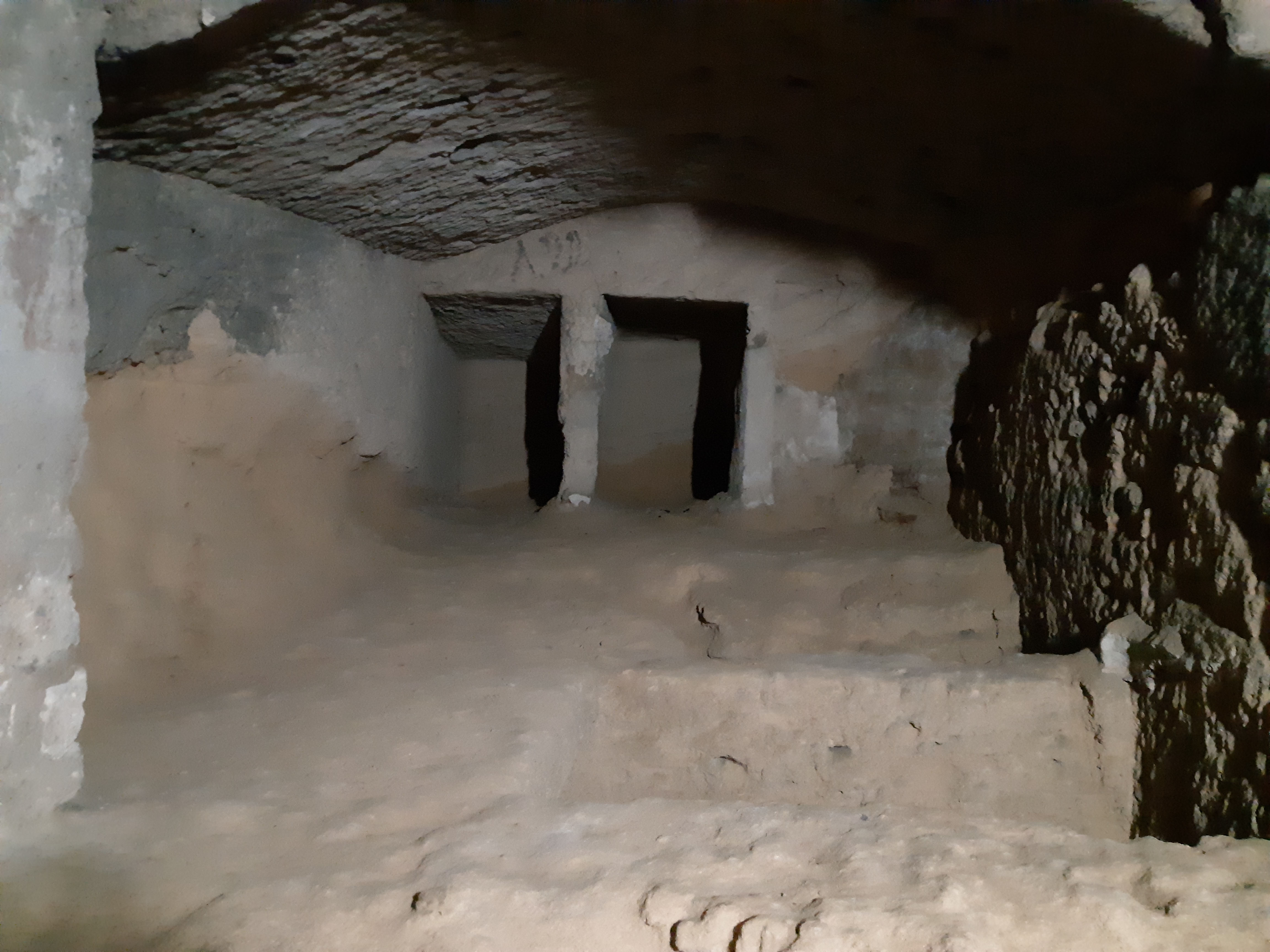
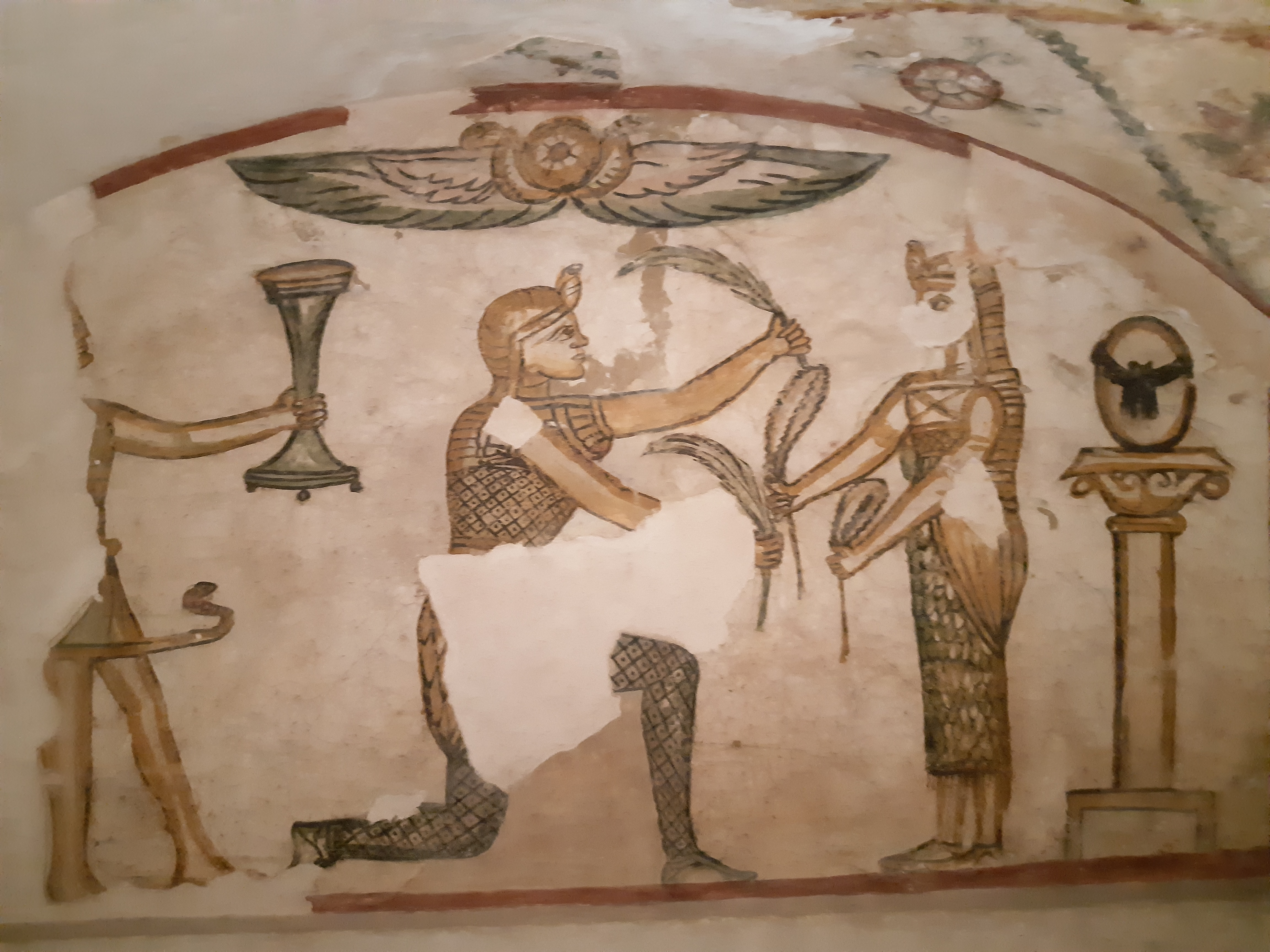

## Voetnoten
1. ↑  J.-Y. Empereur, A short guide to The catacombs of Kom el Shoqafa Alexandria (Harpocrates, 2e dr. 2003)